# Busoga
Le Busoga est un royaume bantou traditionnel et l'une des cinq monarchies constitutionnelles de l'Ouganda actuel. Le royaume est une institution culturelle qui promeut la participation populaire et l'unité des peuples de la région par le biais de programmes de développement visant à améliorer leur niveau de vie. Busoga aspire à un peuple uni qui jouit d'une prospérité économique, sociale et culturelle et aide les Isebantu Kyabazinga.  L'ancien Kyabazinga était Henry Wako Muloki, mort en septembre 2008.

## Géographie
Busoga est bordé au nord par le Lac Kyoga (qui le sépare de Lango), à l'ouest par le Nil Blanc (qui le sépare de Buganda), au sud par le lac Victoria (qui le sépare de La Tanzanie et du Kenya) et à l'est par le fleuve Mpologoma (qui le sépare de groupes tribaux plus petits tels que les Adhola, Bugwere et Bugisu). Elle comprend également plusieurs îles du lac Victoria, comme l'île de Buvuma. Sur le territoire du Busoga se trouve une partie de la chaîne du Rwenzori, où se trouve une des sources du Nil : les pluies y alimentent la rivière Semliki, qui se jette dans le lac Albert, l'un des grands déversoirs du Nil avec le lac Victoria qui se trouve au sud du Busoga. À l'emplacement où le Nil se forme à la sortie du lac Victoria se trouvent les chutes de Bujagali (en).
Busoga signifie "Terre des Soga", et est le royaume des 11 principautés du peuple Soga. Sa capitale est Bugembe, près de Jinja (la deuxième plus grande ville de L'Ouganda, après Kampala). Busoga comprend huit districts: Kamuli, Iganga, Bugiri, Mayuge, Jinja, Luuka et les nouveaux districts de Kaliro et Busiki. Chaque district est dirigé par un président élu ou un conseil local cinq, et les municipalités sont dirigées par un maire élu. Jinja est le centre industriel et économique de Busoga. 

## Histoire

### Création des principautés et du Royaume Busoga
Au début du XVIe siècle, le clan Baisengobi du Bunyoro prend le pouvoir. Mukama Namutukula de la famille royale Babiito de Bunyoro aurait quitté Bunyoro au cours du XVIe siècle dans le cadre de la politique d'expansion du Royaume, voyageant vers l'est à travers le lac Kyoga avec sa femme Nawudo, quelques serviteurs, des armes et un chien et atterrissant à Iyingo dans le nord de Busoga (dans l'actuel District de Kamuli). 
Cinq des enfants de Mukama survécurent, et quand il revint à Bunyoro, il leur donna des terres à surveiller. Son premier-né, Wakoli, a reçu Bukooli ; Zibondo a reçu Bulamogi, Ngobi Kigulu, Tabingwa Luuka, et le plus jeune fils, Kitimbo, a reçu Bugabula. Ces zones sont ensuite devenues des centres administratifs et culturels à Busoga. Quand Mukama ne revint pas, ses fils se considérèrent comme les dirigeants légitimes de leurs régions respectives. Ces cinq territoires forment les cinq principautés du royaume Busoga. Ils présidaient leurs dominions, utilisant des méthodes de gouvernement et des rituels culturels similaires à ceux de Bunyoro. Cet arrangement politique et culturel à Busoga a continué jusqu'à la fin du XIXe siècle, quand les colons ont persuadé ses dirigeants d'organiser une fédération.

### Premiers contacts avec les Européens et colonisation
Au cours du XIXe siècle, L'une des principales routes empruntées par les Européens pour se rendre de la côte au Buganda passait par le sud de Busoga. John Speke, James Grant, Gerald Portal, Frederick Lugard, J. R. Macdonald et Bishop Tucket ont noté que Busoga avait de la nourriture abondante et était densément peuplé.
Le roi Bougandan, le Kabaka, avait une lignée de plusieurs siècles. À Busoga, certains des chefs ont été nommés par les Kabaka, et peuvent avoir été les descendants des chefs Baganda favorisés qui ont reçu l'autorité de gouverner la terre à Busoga. D'autres appartenaient à des familles propriétaires de terres à Busoga qui étaient des dirigeants autoproclamés de grandes régions. Les Britanniques ont nommé Semei Kakungulu, un Muganda du Buganda, comme président (et premier dirigeant de Busoga). Les luttes entre les chefs et les clans se poursuivent, la plupart des Basoga restant affiliés à leur chef, clan ou dialecte, et les Lukiko s'effondrent.
Pendant ce temps, les dirigeants coloniaux préparaient le dirigeant Bugabulan Yosia Nadiope (l'un des premiers étudiants Basoga à Kings College Budo, en 1906) comme le premier dirigeant permanent de la Fédération de Busoga. En 1913, Nadiope meurt de la malaria. L'année suivante, le dirigeant Bulamogi Ezekeriel Tenywa Wako a terminé ses études au Kings College de Budo. Avec le soutien de la Grande-Bretagne et son bagage administratif et éducatif, Wako était un candidat approprié pour le poste. En 1919, les chefs de Busoga décidèrent dans le Lukiko d'élire Wako président de Busoga. Gideon Obodha de Kigulu (un autre candidat pour le poste) n'était pas familier avec le système britannique, et William Wilberforce Nadiope Kadhumbula de Bugabula était un bébé dont le Régent (Mwami Mutekanga) n'était pas admissible comme mukoopi (un roturier). En 1918-1919, le titre D'Isebantu Kyabazinga est créé et Wako prend le trône. Il a reçu un salaire de 550 $ et a été autorisé à collecter des impôts dans le comté de Butembe en compensation de son rôle perdu dans la chefferie de Bulamogi. En 1925, Wako devient membre du Conseil des Rois D'Ouganda, composé des Kyabazinga de Busoga, des Kabaka de Buganda, des Omukamas de Bunyoro et Toro et des Omugabe d'Ankole.

#### Épidémies et mouvements de population
En 1906, des ordres sont émis pour évacuer la région. Malgré les tentatives de nettoyage de la région, l'épidémie se poursuit jusqu'en 1910. En conséquence, la plupart des zones densément peuplées de Busoga (avec une population initiale de plus de 200 000 habitants) ont été dépeuplées en moins de dix ans. Le Palais de Lubas à Bukaleba et la mission européenne des fruits se sont effondrés, et les survivants ont été réinstallés dans d'autres parties de Busoga. Le sud de Busoga, environ un tiers de la superficie du royaume, a été dépeuplé en 1910. Au cours des années 1920 et 1930, certains évacués qui ont survécu à l'épidémie ont commencé à retourner sur leurs terres d'origine. En 1940, une nouvelle épidémie est apparue dans la région, et ce n'est qu'en 1956 que la réinstallation (encouragée par le gouvernement) a repris.
Le résultat de l'épidémie a été que le sud de Busoga, sa zone la plus densément peuplée, était pratiquement inhabité. D'autres régions touchées par la maladie du sommeil, y compris le Bukooli Oriental et le Busiki, ont également été dépeuplées. Les famines ont également provoqué d'importants mouvements de population. Certaines parties du Nord-est de Busoga et du district adjacent de Bukandi (de l'autre côté de la rivière Mpologoma) ont connu des famines en 1898-1900, 1907, 1908, 1917, 1918 et 1944. Les Populations de ces régions ont diminué; de nombreuses personnes ont été tuées par les famines et les survivants ont déménagé dans d'autres régions pour des raisons de sécurité.
Les effets de ces mouvements sont apparents dans la croissance de la population de Busoga central et péri-urbain. De nombreux Basoga ont quitté Busoga pendant cette période pour d'autres districts.

##### Puissance économique locale
De 1920 à 1970, Jinja (la capitale de Busoga) a gagné en importance économique grâce à la production de coton et à l'achèvement du chemin de fer ougandais et du barrage d'Owen Falls. La ville est devenue un centre agro-industriel avec des usines, des industries artisanales et une infrastructure bien développée. Les gens de la campagne de Busoga sont venus travailler dans les usines et dans les travaux domestiques. Parmi les nouveaux arrivants se trouvaient des familles asiatiques. Des services tels que l'eau courante, l'électricité, les routes, les hôpitaux et les écoles ont été améliorés pour répondre aux besoins de la population croissante. Les agriculteurs étaient assurés des marchés dans les villes, cultivaient des cultures commerciales et des cultures vivrières telles que le coton, le café, les bananes, les pommes de terre, le manioc, les fruits et légumes. Le niveau de vie s'est amélioré; les revenus du royaume ont augmenté, lui permettant de construire plus d'infrastructures. L'agriculture de subsistance a diminué, la population se tournant vers la production économique exigée par les Européens.

### Depuis l'indépendance
Au moment de l'indépendance en 1962, Busoga a été l'une des régions les plus prospères en Ouganda. Jinja abritait 70 % des industries ougandaises et la centrale de Nalubaale (barrage d'Owen Falls), qui fournit de l'électricité à l'Ouganda et à certaines parties du Kenya et de la Tanzanie. Jinja abritait également la majorité de la population asiatique ougandaise. Ces Asiatiques Ougandais, amenés en Ouganda depuis le sous-continent indien par les Britanniques pendant le Raj, ont aidé à faire de Jinja l'un des plus grands centres commerciaux de l'Afrique de l'Est. Idi Amin a expulsé les Asiatiques d'Ouganda en 1972, et Jinja a souffert socialement et économiquement. Leur départ va déclencher une chute de l'économie dans la ville de Jinja. Le gouvernement de Yoweri Museveni a essayé de les encourager à revenir. Mais depuis le retour de la communauté asiatique en Ouganda dans les années 1990, ils s'installent dans la ville de Kampala. L'influence asiatique demeure, en particulier dans l'architecture et les noms de rue.

## Structure politique

### Le Kyabazinga
Busoga est gouverné par L'Isebantu Kyabazinga, qui est actuellement William Kadhumbula Gabula Nadiope IV, Petit-fils de Wilberforce Kadhumbula Nadiope, ancien vice-président et aussi Kyabazinga du Royaume de Busoga. 
Contrairement à la plupart des monarques, le Kyabazinga n'a pas d'héritier ni de prince héritier mais est remplacé par un chef élu par le Lukiko et le Conseil Royal. Avant 1906, bien que Busoga ait été appelé un "royaume", contrairement à son voisin au Bouganda, il n'avait pas de dirigeant central. Cette année-là, un roi fut installé sur ordre des Britanniques. Avant cela, les Basoga étaient organisés en chefs semi-autonomes influencés par Bunyoro puis Bouganda.
Le 11 février 1939, Owekitibwa Ezekerial Tenywa Wako, père de Busoga Henry Wako Muloki et du Zibondo de Bulamogi, fut installé comme premier Kyabazinga de Busoga (titre qu'il conserva jusqu'à sa retraite en 1949). À la retraite de Wako, le Lukiko s'était élargi pour inclure des représentants élus (deux de chacun des 55 sous-comtés de Busoga).
Lorsque Wako prit sa retraite, le Busoga Lukiko décida que le Kyabazinga devait être élu parmi les cinq lignées de Baisé Ngobi (Ababiito), des souverains héréditaires que l'on croyait traditionnellement être les cinq fils de L'Omukama de Bunyoro qui émigra de Bunyoro à Busoga. Ce mode d'élection a été utilisé pour les élections suivantes, À partir de 1949 lorsque le chef des Iwekitibwa William Wilberforce Nadiope Kadhumbula de Bugabula a été élu. Il a servi pendant deux mandats de trois ans chacun, suivi par Henry Wako Muloki (qui a également servi deux mandats). En 1957, le titre Inhebantu de Busoga a été introduit pour l'épouse du Kyabazinga (ou Isebantu).
De 1967 à 1995, le titre de Kyabazinga ne sont plus reconnus à la suite du bannissement des anciennes traditions par le président ougandais Milton Obote. Ces traditions sont restaurés en 1993 le 11 février 1995 Henry Wako Muloki se fait de nouveau couronner.
Le 11 février 1996, Henry Wako Muloki a été réintégré en tant que Kyabazinga Isebantu de Busoga. Il a servi jusqu'au 1er septembre 2008, date à laquelle il est décédé d'un cancer de l’œsophage à L'Hôpital national de référence de Mulago à Kampala à l'âge de 87 ans. Dans un message de condoléances, le président ougandais Yoweri Museveni a décrit Muloki comme « un grand chef culturel et un père » qui était « généreux et gentil ». Museveni note que depuis sa réinstallation, Muloki est un facteur d'unification à Busoga : « le gouvernement a eu le privilège de travailler avec Isebantu Muloki au développement de notre nation ». Se référant au Kyabazinga comme « un pilier fort », le président a déclaré que bien que Busoga soit l'un des plus jeunes royaumes, sous la direction de Muloki il est devenu fort: « L'Ouganda pleure non seulement l'un de ses dirigeants traditionnels estimés, mais un national qui met le développement et le bien-être du peuple de Busoga à la barre de son règne ». Les réalisations de Muloki comprennent des programmes pour les jeunes, les personnes âgées, les pauvres et l'éducation des filles.
Bien que les chefs royaux de Busoga aient élu pour la première fois Edward Columbus Wambuzi, le fils de Muloki, comme Kyabazinga de Busoga, l'élection a été contestée en raison de l'absence de quorum (au moins huit chefs) et donc en élisant plus tard Gabula Nadiope IV avec dix des onze chefs et a été couronnée le 13 septembre 2014.

### Le conseil royal
Le conseil royal de Busoga est composé des 11 chefs traditionnels de Busoga : les chefs des cinq familles des principautés et les six chefs tribaux.
| Titre    | Territoires | Chefs                 |
| -------- | ----------- | --------------------- |
| Zibondo  | Bulamogi    | G. W. Napeera         |
| Gabula   | Bugabula    | William Nadiope       |
| Ngobi    | Kigulu      | Izimba Gologolo       |
| Tabingwa | Luuka       | W. Tabingwa Nabwana   |
| Nkono    | Bukono      | C. J. Mutyaba Nkono   |
| Wakooli  | Bukooli     | David Muluuya Kawunye |
| Ntembe   | Butembe     | Badru Waguma          |
| Menha    | Bugweri     | Kakaire Fred Menya    |
| Kisiki   | Busiki      | Yekosofato Kawanguzi  |
| Luba     | Bunha       | Juma Munulo           |
| Nanhumba | Bunhole     | John Ntale Nahnumba   |

### Le Katukiiro
Le Katukiiro (Premier ministre) de Busoga est Martin Musumba. Le Bureau du Katikiro dans le royaume est important et vital. Le Katukiiro est le chef du gouvernement du royaume et le porte-parole du Kyabazinga et du Royaume.